# Kanabivarin
Kanabivarin (cannabivarin) ili kanabivarol (cannabivarol (CBV)) je kanabinoid bez psihoaktivnog dejstva koji je prisutan u manjim količinama u kanabisu biljke Cannabis sativa. On je analog kanabinola (CBN) sa bočnim lancem skraćenim za dve 2 grupe. CBV je oksidacioni proizvod tetrahidrokanabivarina (THCV, THV).